# 李川 (印尼企業家)
李川（1985年5月5日—）是Lippo Karawaci的首席执行官，也是力寶集團的总监， 印尼華裔企業家李文正的孫子 。同時，李川也是印尼Pelita Harapan大學的法學教授 、雅加达环球报的編輯 。

## 李文正家族
李川是印尼華裔企業家李文正（Mochtar Riady）的孫子。李文正家族控制着力寶集团。力寶集团在亚洲的業務涉及医疗保健，金融服务，零售，技术和教育。力寶集团的投资者包括新加坡政府投资公司、淡马锡控股、三井集團、马来西亚国库控股以及CVC资本合伙公司。